# Брукерк
Брукерк (фр. Brouckerque) насеље је и општина у североисточној Француској у региону Север-Па д Кале, у департману Север која припада префектури Денкерк.
По подацима из 2011. године у општини је живело 1282 становника, а густина насељености је износила 107,64 становника/km². Општина се простире на површини од 11,91 km². Налази се на средњој надморској висини од 2 метра (максималној 8 m, а минималној 0 m).

## Демографија
| 1962. | 1968. | 1975. | 1982. | 1990. | 1999. | 2011. |
| ----- | ----- | ----- | ----- | ----- | ----- | ----- |
| 632   | 665   | 924   | 1.064 | 1.168 | 1.165 | 1.282 |